# حرب عصابات
حرب العصابات أو المَدغَرة هي شكل من أشكال الحرب غير النظامية التي تستخدم فيها مجموعات صغيرة من المقاتلين، مثل الأفراد شبه العسكريين والمدنيين المسلحين أو غير النظاميين يُسمَّى واحدهم الدَّاغر، وتستخدم التكتيكات العسكرية بما في ذلك الكمائن والتخريب والغارات والحرب الصغيرة وتكتيكات الكر والفر والتنقل، لمحاربة جيش تقليدي أكبر وأقل قدرة على الحركة.
على الرغم من أن مصطلح «حرب العصابات» قد صيغ في سياق حرب الاستقلال الإسبانية في القرن التاسع عشر، إلا أن الأساليب التكتيكية لحرب العصابات كانت مستخدمة منذ فترة طويلة. في القرن السادس قبل الميلاد اقترح سون تزو استخدام تكتيكات على غرار حرب العصابات في كتابه فن الحرب. ويُعرف أيضًا القائد الروماني كوينتس فابيوس ماكسيموس فيروكوسوس في القرن الثالث قبل الميلاد باختراع العديد من تكتيكات حرب العصابات من خلال ما يسمى اليوم باستراتيجية فابيان. واستخدمت حرب العصابات من قبل فصائل مختلفة عبر التاريخ وهي مرتبطة بشكل خاص بالحركات الثورية والمقاومة الشعبية ضد الجيوش الغازية أو المحتلة.
تركز تكتيكات حرب العصابات على تجنب المواجهات المباشرة مع جيوش العدو، عادةً بسبب انخفاض مستوى الأسلحة أو القوات، وبدلًا من ذلك يشاركون في مناوشات محدودة بهدف إرهاق الخصوم وإجبارهم على الانسحاب. ونتيجة لذلك نادرًا ما تستخدم تكتيكات حرب العصابات لأي شيء آخر غير الدفاع. وغالبًا ما تعتمد مجموعات حرب العصابات المنظمة على دعم السكان المحليين أو الداعمين الأجانب الذين يتعاطفون مع جهود جماعة حرب العصابات.

## علم أصل الكلمات
الكلمة الإسبانية guerrilla (حرب العصابات) هي الشكل المصغر لكلمة guerra (حرب). وأصبح المصطلح شائعًا خلال حرب الاستقلال الإسبانية في أوائل القرن التاسع عشر، عندما نجح الشعب الإسباني والبرتغالي، بعد هزيمة جيوشهم النظامية، بالانتفاض ضد القوات النابليونية وهزيمة جيش متفوق للغاية باستخدام استراتيجية حرب العصابات. وفي الاستخدام الصحيح للإسبانية فإن الشخص الذي ينتمي إلى وحدة حرب العصابات هو مقاتل guerrillero إذا كان ذكرًا، أو مقاتلة guerrillera إذا كانت أنثى.
استُخدم مصطلح حرب العصابات في اللغة الإنجليزية في وقت مبكر من عام 1809 للإشارة إلى المقاتلين الفرديين (مثل: «استولى مقاتلو العصابات (guerrillas) على المدينة»)، وأيضًا (كما هو الحال في الإسبانية) للإشارة إلى مجموعة أو عصابة من هؤلاء المقاتلين. ومع ذلك في معظم اللغات لا تزال كلمة guerrilla تشير إلى النمط المحدد للحرب. واستخدام المصطلح المصغر يثير الاختلافات في العدد والنطاق والمجال بين جيش حرب العصابات والجيش الرسمي للدولة.

## التاريخ
من المفترض أن المحاربين القبليين في عصور ما قبل التاريخ استخدموا تكتيكات حرب العصابات ضد القبائل المعادية. ولم تظهر أدلة الحرب التقليدية حتى 3100 قبل الميلاد في مصر وبلاد ما بين النهرين. وأصبح الجنرال الصيني والاستراتيجي سون تزو في كتابه فن الحرب (القرن السادس قبل الميلاد) من أوائل من اقترحوا استخدام حرب العصابات. وألهم ذلك التطورات في حرب العصابات الحديثة.
في القرن الثالث قبل الميلاد وضع كوينتس فابيوس ماكسيموس فيروكوسوس استراتيجية فابيان ويُنظر إليه على نطاق واسع باعتباره «أب حرب العصابات»، واستخدمت استراتيجيته في الجمهورية الرومانية بشكل كبير ضد جيش حنبعل. وأثرت هذه الاستراتيجية على تكتيكات حرب العصابات في العصر الحديث.
في الإمبراطورية الرومانية في العصور الوسطى كانت حرب العصابات تمارس بشكل متكرر بين القرنين الثامن والعاشر على طول الحدود الشرقية ضد خلافة الأمويين ثم العباسيين. وتضمنت التكتيكات تركيزًا كبيرًا على الاستطلاع والاستخبارات، وتتبع العدو، وإخلاء المراكز السكانية المهددة، والهجوم عند تفرق العدو للقيام بغارة. وفي أواخر القرن العاشر جرى تدوين هذا الشكل من الحرب في دليل عسكري عُرف باسمه اللاتيني اللاحق دي فيليشونيه بيليكا (حول المناوشات) حتى لا يُنسى في المستقبل.
منذ عصر التنوير لعبت الأيديولوجيات مثل القومية والليبرالية والاشتراكية والأصولية الدينية دورًا مهمًا في تشكيل حركات التمرد وحرب العصابات.
في القرن السابع عشر كان شاهترباتي شيفاجي مهراج، مؤسس إمبراطورية ماراثا، رائد تكتيكات حرب العصابات شيفا سوترا أو جانيمي كافا لهزيمة الجيوش الأكبر والأكثر قوة في إمبراطورية المغول.
استخدم كيرالا فارما (باشاسي راجا) (1753-1805) تقنيات حرب العصابات في حربه ضد شركة الهند الشرقية البريطانية في الهند بين عامي 1790 و1805. واعتمد آرثر ويلزلي مصطلح «حرب العصابات» في اللغة الإنجليزية من الاستخدام الإسباني في عام 1809، بعد ثورة باشاسي ضد البريطانيين. وكان آرثر ويلزلي (في الهند 1797-1805) قد قاد القوات المخصصة لهزيمة تقنيات باشاسي لكنه فشل في ذلك.
وحد القائد العسكري المغربي عبد الكريم (نحو 1883 - 1963) ووالده القبائل المغربية الخاضعة لسيطرتهم وحملوا السلاح ضد المحتلين الإسبان والفرنسيين خلال حرب الريف عام 1920. ولأول مرة في التاريخ جرى استخدام حرب الأنفاق جنبًا إلى جنب مع تكتيكات حرب العصابات الحديثة، والتي تسببت بأضرار جسيمة لكل الجيوش الاستعمارية في المغرب.
في أوائل القرن العشرين طور كل من مايكل كولينز وتوم باري العديد من الميزات التكتيكية لحرب العصابات خلال مرحلة حرب العصابات من حرب الاستقلال الأيرلندية 1919-1921. وطور كولينز بشكل أساسي تكتيكات حرب العصابات الحضرية في مدينة دبلن (العاصمة الأيرلندية). وكانت العمليات تشن من قبل وحدات صغيرة من الجيش الجمهوري الأيرلندي (من 3 إلى 6 مقاتلين) بمهاجمة هدف بسرعة ثم تختفي في حشود مدنية وذلك أحبط العدو البريطاني. وأفضل مثال على ذلك ما حدث يوم الأحد الدامي (21 نوفمبر 1920)، عندما قامت وحدة الاغتيال التابعة لكولينز، والمعروفة باسم «الفرقة»، بالقضاء على مجموعة من عملاء المخابرات البريطانية («عصابة القاهرة») في وقت مبكر من الصباح (قتل 14، وأصيب 6) كما قتل بعض الضباط النظاميين في العملية. بعد ظهر ذلك اليوم انتقمت قوة من الشرطة الملكية الأيرلندية تتكون من أفراد نظاميين من الشرطة الملكية الأيرلندية والفرقة المساعدة، فأطلقت النار على حشد من الناس في مباراة لكرة القدم في كروك بارك، ما أسفر عن مقتل 14 مدنيًا وإصابة 60 آخرين.
في مقاطعة كورك الغربية كان توم باري قائد لواء غرب كورك التابع للجيش الجمهوري الأيرلندي. وكان القتال في غرب كورك ريفيًا، وقاتل الجيش الجمهوري الأيرلندي في وحدات أكبر بكثير من زملائهم في المناطق الحضرية. هذه الوحدات التي تسمى «الأرتال الطيارة» اشتبكت مع القوات البريطانية في معارك كبيرة عادة ما تستمر نحو 10 - 30 دقيقة. ويعد كل من كمين كيلمايكل في نوفمبر عام 1920 وكمين كروسباري في مارس عام 1921 من أشهر الأمثلة على الأرتال الطيارة لباري التي تسببت بخسائر كبيرة لقوات العدو.
بدأت الثورة الجزائرية عام 1954 بحفنة من الثوار الجزائريين. حارب رجال حرب العصابات الفرنسيين لأكثر من ثماني سنوات بتسليح بدائي. ويظل هذا نموذجًا أوليًا للتمرد الحديث ومكافحة التمرد والإرهاب والتعذيب والحرب غير المتكافئة السائدة في جميع أنحاء العالم اليوم. في جنوب إفريقيا درس أعضاء المؤتمر الوطني الأفريقي الحرب الجزائرية، قبل إطلاق سراح نيلسون مانديلا وتمجيده؛ وفي انتفاضتهم ضد إسرائيل سعى المقاتلون الفلسطينيون إلى الاقتداء بها. بالإضافة إلى ذلك فإن تكتيكات القاعدة تشبه إلى حد كبير تكتيكات الجزائريين.
موكتي باهيني (بالبنغالية: মুক্তিবাহিনী، تُترجم باسم «مقاتلو الحرية»، أو جيش التحرير)، والمعروفة أيضًا باسم القوات البنغلادشية، كانت حركة مقاومة حرب العصابات المكونة من الجيش البنغلادشي والقوات شبه العسكرية والمدنيين خلال حرب تحرير بنغلاديش التي غيرت شرق باكستان لتصبح بنغلاديش في عام 1971. وكان هناك اسم سابق لموكتي باهيني أيضًا.

## المكان

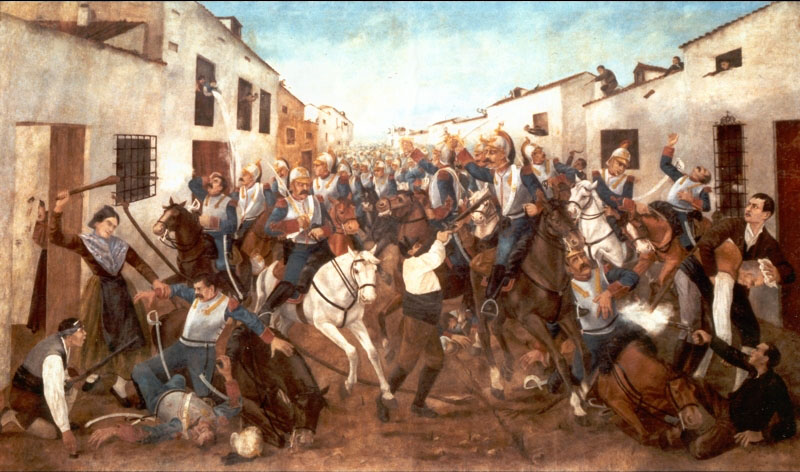
مقاومة حرب العصابات الإسبانية للغزو الفرنسي النابليوني لإسبانيا عام 1808، حيث استخدم مصطلح حرب العصابات لأول مرة في الحروب

أولا: الكمائن يتم اختيار المكان المناسب لإعداد الكمائن حسب متطلبات المعركة بحيث يؤمن لمقاتلي حرب العصابات العناصر التالية:
1. يؤمن لهم تحقيق عنصر المباغتة والسرعة والحسم.
2. يسهل الانسحاب منه.
3. يؤمن لعناصرهم القتالية حماية جيدة.
4. يشكل صعوبة للخصم للتحرك بحرية.
5. يضع قوات الجيش النظامي في مرمى نيرانهم وإبقائهم مكشوفين لأطول مدة ممكنة.
ثانيا: الإغارة التي تتشابه في تفاصيلها في بعض شروط الكمائن التي تعتمد انتظار وصول القوات المعادية إلى نقطة معينة بينما تستند الإغارة على مباغتة الجيش المعادي في مواقعه.

## الزمان
يتم اختيار الزمان بناء على معطيات المعركة وأهدافها:
1. غالبا ما تشن هذه الهجمات في جنح الليل مستغلين الظلام الدامس.
2. اختيار الوقت الذي تكون فيه قوات الخصم في أقصى حالات النعاس والتعب.
3. لا يمنع أن تشن قوات حرب العصابات هجماتها في أوقات أخرى حسب الهدف المقصود، ولكن على حساب تكون فيه المخاطرة أكبر.

## التسليح
ليس هناك مقياس محدد لتسليح العناصر القتالية في حرب العصابات، ولكن لطبيعة ديناميكية الحركة عندهم فتفضل الأسلحة الخفيفة التي يمكن حملها وأكبر كمية ممكنة من الذخيرة:
1. البنادق السريعة الطلقات (الرشاشة)
2. الصواريخ المحمولة فرديا والمضادة للدروع.
3. مدفع متوسط لتأمين التغطية الكثيفة ومنح عناصر المجموعة حرية أكبر من الحركة.
4. القنابل اليدوية.
5. ألغام لتزرع ضد الأفراد وضد الآليات.
6. أسلحة بيضاء كالخناجر وغيرها.

## الأهداف
- 1. أعمال الاستطلاع والرصد والتجسس لتحركات الجيش المعادي لصالح عملياتهم.
- 2. تخريب خطوط اتصال الجيش المعادي.
- 3. تحقيق أكبر الخسائر في خطوط تموينه.
- 4. توجيه ضربات سريعة وحاسمة في قوات الدعم اللوجستي.
- 5. ضرب بعض النقاط الاستراتيجية التي يملكها الجيش المعادي.
- 6. عمليات الاغتيال والخطف.
- 7. شن حرب نفسية ضد القوات المعادية عن طريق بث الشائعات التي من شأنها إضعاف الثقة بين أفراد قواته.
- 8. تزوير الوثائق التي من شأنها تسهيل مهامهم المختلفة.

## القيادة
تتميز قيادة حرب العصابات بأحادية القيادة، حيث يجمع قياديوها عادةً، بين القيادة العسكرية والسياسية. وتعتمد حرب العصابات على الإعلام بشكل رئيسي، وذلك في تصوير ونشر العمليات العسكرية، قبل وأثناء وبعد أي عملية عسكرية أو كما يتطلب الموقف. كما أن التركيز في استخدام الدعاية والحرب النفسية مهم بالنسبة لعناصر حرب العصابات، وذلك لكسب المزيد من الأنصار والتبرعات بالأموال.

## علاقتهم بالسكان
يحرص عناصر حرب العصابات على الحفاظ على سريتهم وسرية تحركاتهم، كما يحرصوا أن يكونوا على صلة طيبة مع السكان المدنيين لأنهم خير من يؤمن لهم غطاء أمنيا ومصدرا للتمويل والتموين. وعادة ما تبقى العناصر القتالية في الريف والأماكن المعزولة استعدادا لنقل حربهم إلى المدن حالما يحين الوقت. طبعا يعتمد هذا على ما إذا كان مسرح عملياتهم وأماكن تواجدهم في أرض صديقة أم لا.

## أقوال في حرب العصابات

القائد القسامي أحمد الجعبري

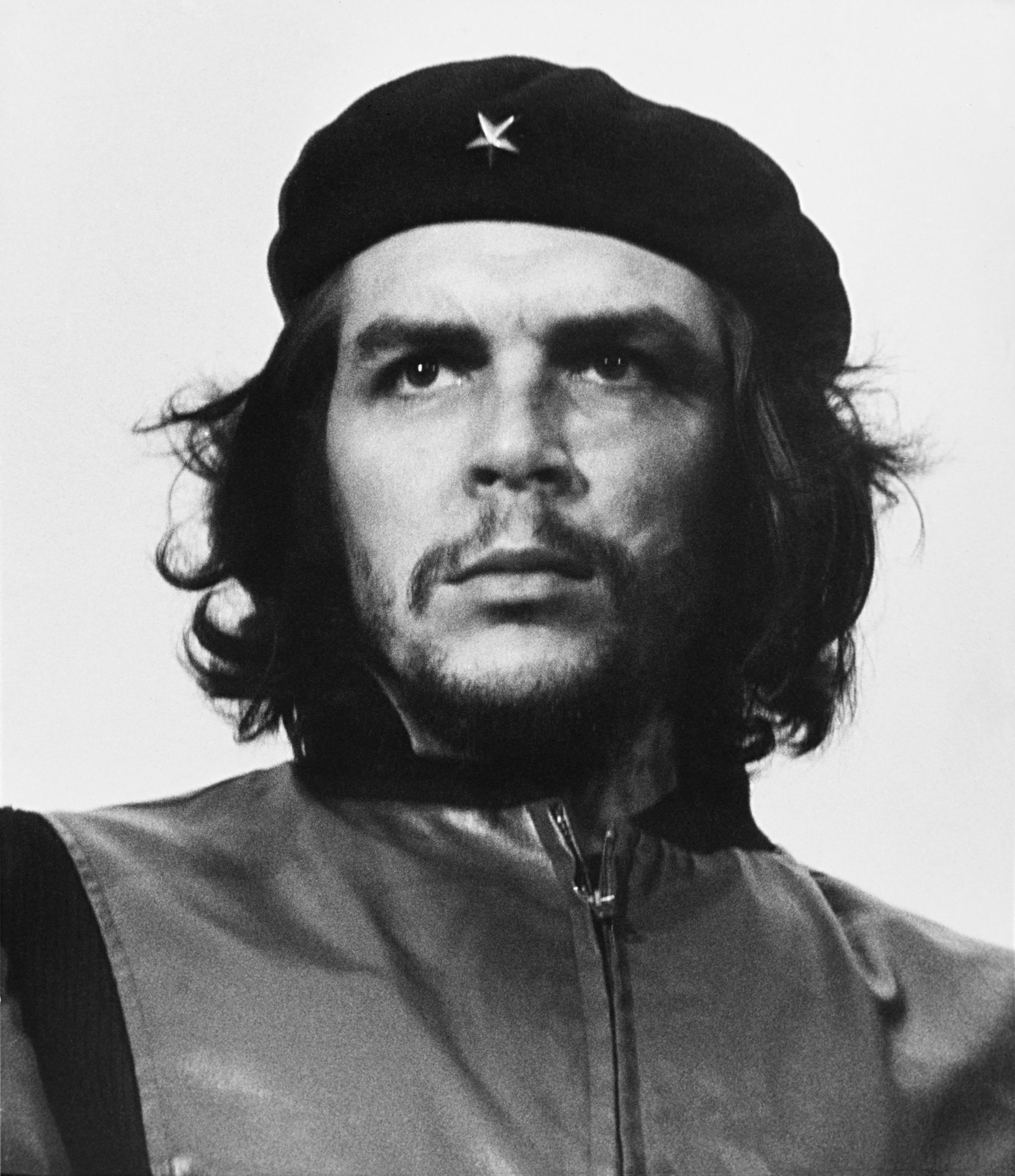
تشي غيفارا

| حرب عصابات                                            | تعتبر حرب العصابات خلية مسلحة وتشكل خط الدفاع الأول للشعوب. تستمد قوتها من المد الجماهيري العارم. ولا يجب اعتبار مكانتها أقل من الجيش الذي تحاربه لقلة تسليحها مقارنة به. وحرب العصابات تتبناه الجهة التي تؤيدها الأكثرية ولكنها تملك التسليح الأقل لاستخدامه ضد القهر. | حرب عصابات |
| — تشي غيفارا، في كتابه حرب العصابات الذي صدر عام 1960 | |            |

| حرب عصابات                                    | نحن تنظيم عسكري مجاهد، رفع السلاح وسيحافظ على هذا السلاح والقضية الفلسطينية ومشروعه الإستراتيجي هو تحرير كامل التراب الفلسطيني. | حرب عصابات |
| — أحمد الجعبري ، في مقابلة تلفزيونية عام 2005 | |            |

## أشهر حروب العصابات الحديثة

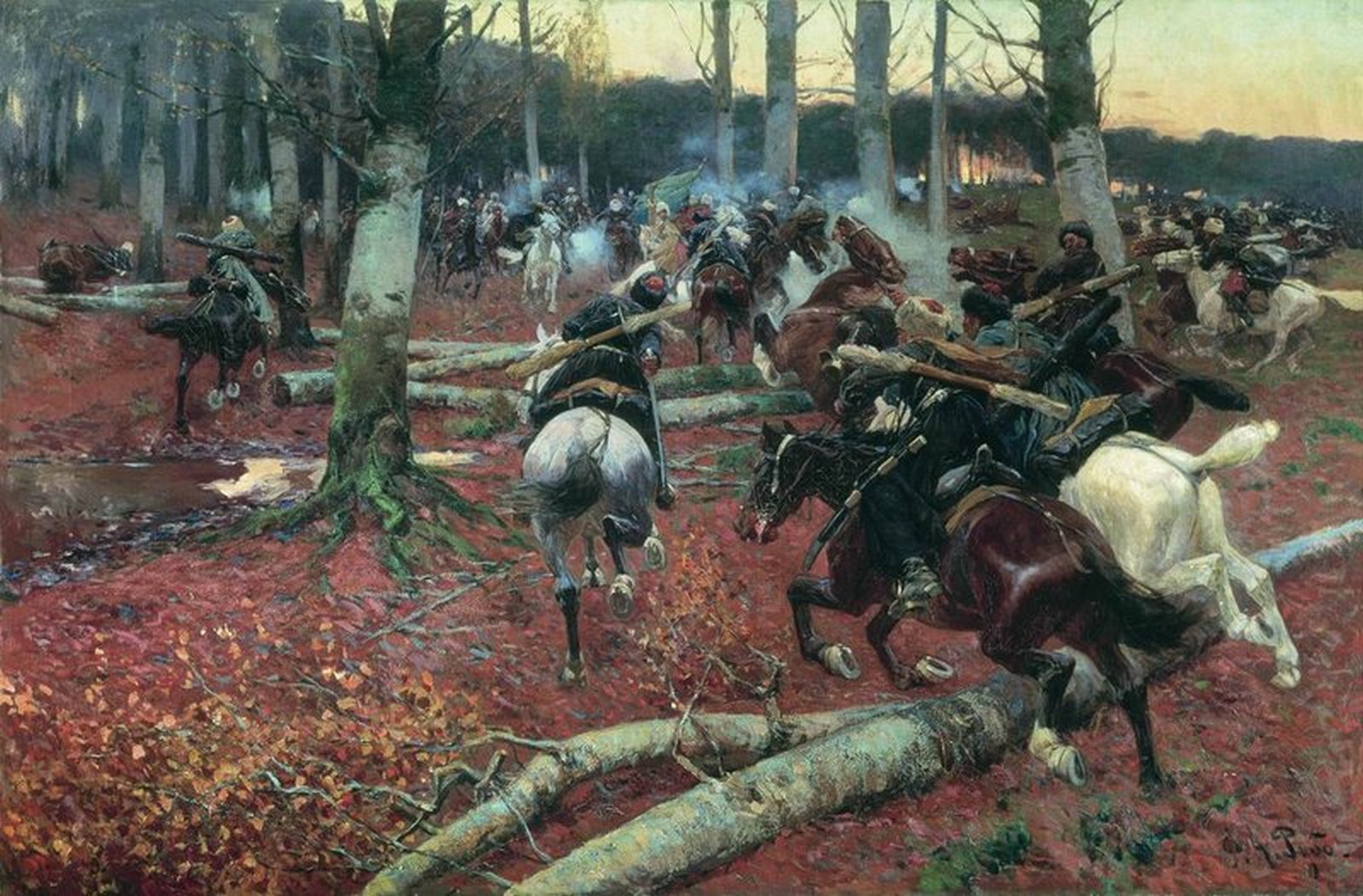
حرب العصابات بقيادة الإمام شامل ضد قوات روسيا القيصرية أثبتت فعاليتها في الغابات

- حرب الريف ما بين 1914 و1926 بقيادة محمد بن عبد الكريم الخطابي
- الثورة الكوبية فيدل كاسترو وتشي غيفارا في كوبا.
- الثورة الجزائرية ضد الاستعمار الفرنسي
- حرب فيتنام ضد الغزو الأمريكي
- الحرب الشعبية في الصين ضد الاحتلال الياباني بقيادة ماو تسي تونغ
- الحرب الشعبية في النيبال التي قادها الماويون
- الحرب الشعبية في الهند الحرب الشعبية في الهند- تمرد الناكسال الماويين
- المقاومة اللبنانية
- حركات مقاومة النازية والبارتيزان.
- الجهاد الليبي ضد المستعمر الإيطالي عام 1911 بقيادة عمر المختار
- حرب كوريا ضد الاحتلال الياباني بقيادة كيم إيل سونغ
- حرب العصابات التي قادتها مجموعة الدرب المضيء في البيرو بقيادة أبيمال غوزمان
- حرب المدن التي قادها في البرازيل ووضع دليلها الثوري البرازيلي كارلوس ماريجيلا
- الحرب الشعبية في الفلبين بقيادة جيش الشعب الجديد
- حربالشيشان في روسيا الفيدرالية
- المقاومة الفلسطينية
- المقاومة الكردية بقيادة حزب العمال الكردستاني
- مجموعات العصابات اليسارية بإيران
- المقاومة العراقية للغزو الأمريكي البريطاني 2003
- حرب الصحراء الغربية من 1975 إلى 1991[بحاجة لمصدر]